# Zoran Todorović (tenor)
Zoran Todorović (Beograd, 1961) srpski je tenor.

## Karijera
Zoran Todorović je jedan od deset vodećih svetskih tenora. Nastupao je u najznačajnijim teatrima među kojima su: Bavarska državna opera, Semper opera u Drezdenu,Nemačka opera i Državna opera u Berlinu, Holandska opera, Teatar La Mone u Briselu, Bečka državna opera, Opera San Franciska, Opera Los Anđelesa, Teatar Kapitol u Tuluzu, Marsejska opera, Kraljevska opera Kovent Garden, kao i na Festivalu u Bregencu i u Narodnom pozorištu u Tokiju, pod palicom najznačajnijih dirigenata našeg vremena.
Iako je karijeru započeo kao lirski tenor raspon njegovog glasa omogućava mu da peva i dramske uloge. Todorović je 2009. godine, na opšte oduševljenje publike Masimo Teatra u Palermu, izveo svoj prvi vagnerovski repertoar, i to u naslovnoj ulozi Vagnerove opere Lorengrin. Od tada se na njegovom repertoaru niže veliki broj naslovnih uloga dramskih tenora.
Godine 2013. svom repertoaru dodaje nove uloge iz Vagnerovih i Verdijevih opera, pojavljujući se kao Radames u Aidi u Marseju i u naslovnoj ulozi opere Parsifal  u Flamanskoj operi. U sezoni 2016/17, Todorović postiže veliki uspeh svojim debitovanjem na sceni u naslovnoj ulozi nove produkcije Otelo u Nemačkoj operi na Rajni u Dizeldorfu, gde kasnije izvodi i Kalafa u Turandotu. On je takođe pevao u La Wally kao Đuzepe Hagenbah u pozorištima u Modeni, Pjačenci i Ređo Emiliji.
Todorovićeva angažovanja u sezoni  2017/18 su uloga Hagenbaha u La Wally u Điljo Teatru u Luki, uloga Pinkertona u operi Madama Baterflaj u Nemačkoj operi na Rajni, Kania u Pajacima, Kalafa u Turandotu sa Nacionalnom operom Bukurešt i uloga Kavaradosija u Toski na Operskom festivalu u Savonlini.
Njegovi budući projekti su naslovna uloga u Lorengrinu i uloga Eleazara u operi Jevrejka sa Flamanskom operom, kao i prvo pojavljivanje u ulozi Apolona u operi Dafne Riharda Štrausa u Hamburškoj državnoj operi.

### Naslovne uloge
- u Vagnerovoj operi Loеngrin.
- opera Andre Šenije (Marsejska opera – Ženevska opera)
- Dik Džonson u operi Devojka sa zapada (Masimo Teatar u Palermu – Opera Monte Karla- Ciriška opera, pod dirigentskom palicom Marka Armiliata)
- Žan u Masneovoj operi Herodijada (Flamanska opera u Gentu i Antverpenu)
- Polion u Normi (Bavarska državna opera u Minhenu sa Editom Gruberovom)
- Roberto Devero (koncert u Varšavi sa Editom Gruberovom
- Manriko u Travijati (Ženevska opera)
- Don Alvaro u operi Moć sudbine  (Opera Bastilja u Parizu – Grand Teatar Liceo u Barseloni - Tokijo)
- Paolo u operi Frančeska Da Rimini (Opera Monte Karla)
- Turidu u operi Kavalerija rustikana i Kanio u operi Pajaci (Ciriška opera – Nemačka opera na Rajni - Moskva)
- Florestan u Fideliu (Lijež)
- Gvido Bardi u Firentinskoj tragediji (Teatar Ređo u Torinu i Opera Monte Karla, pod dirigentskom palicom Pinčasa Steinberga)
- Don Hose u operi Karmen (Nemačka opera na Rajni)
- Kalaf u Turandotu (Nemačka opera na Rajni)
- Ruđero u Lastavici (Tel Aviv sa Angelom Georgiju)
- Kralj Artur (Opera Bastilja pod dirigentskom palicom Filipa Žordana
- u operi Parsifal  u Flamanskoj operi
- Otelo u Nemačkoj operi na Rajni u Dizeldorfu